# Rudolf Masl
Rudolf Masl, auch Rudolf Maschl (* 30. Mai 1920 in Wien; † 27. August 1943 ebenda) war ein österreichischer Schlossergehilfe und Widerstandskämpfer gegen das NS-Regime. Er wurde von der NS-Justiz zum Tode verurteilt und im Alter von 23 Jahren im Wiener Landesgericht geköpft.

## Leben
Masl schloss sich mit 15 Jahren dem Kommunistischen Jugendverband (KJVÖ) an, wurde Schlossergehilfe und lebte in der damaligen „Kriegsheimkehrersiedlung“ in Wien-Hirschstetten. Nach dem Anschluss Österreichs 1938 wurde er zum Reichsarbeitsdienst eingezogen, später zur deutschen Wehrmacht.
Im Juni 1942 kam er von Oslo, wo er stationiert war, nach Wien, wurde von der Gestapo observiert und, nach Oslo zurückgekehrt, verhaftet. Er soll „mehrere Feldpostanschriften zur Versendung der kommunistischen Flugschrift „Soldatenrat“ weiter[gegeben]“ haben. Am 17. März 1943 wurde Masl wegen „Feindbegünstigung“ und „Vorbereitung zum Hochverrat“ vom Volksgerichtshof zum Tode verurteilt. Aus dem Vollstreckungsprotokoll des Todesurteils: „Das Todesurteil wurde an dem Verurteilten Rudolf Masl am 27. 8. 1943 um 18.14 Uhr vollstreckt. Die Vollstreckung verlief ohne Besonderheiten und dauerte 30 Sekunden.“

## Gedenken
Masls Name findet sich auf dem Kriegerdenkmal vor dem Friedhof Hirschstetten (in Wien 22, Quadenstraße 11), allerdings unter der Überschrift „Zum Gedenken an die Bürger von Hirschstetten, die in den beiden Weltkriegen gefallen sind“. Am Grab der Familie Masl am Friedhof in Hirschstetten steht für ihn und seine Freundin Elfriede Hartmann, die ebenfalls vom NS-Regime hingerichtet wurde, ein Gedenkstein (in Gruppe E, Reihe 3, Grab 52). Sein Name findet sich auch auf der Gedenktafel im ehemaligen Hinrichtungsraum des Wiener Landesgerichts.
Am 21. Jänner 1953 benannte der Gemeinderatsausschuss für Kultur die Maschlgasse in Wien-Aspern nach ihm.

## Nachweise
1. ↑  Divergierende Angaben, hier die vom Dokumentationsarchiv des österreichischen Widerstandes. Die Alfred-Klahr-Gesellschaft nennt den 20. Mai 1920 als Geburtsdatum.
2. ↑  Rudolf Maschl (Masl) im Wien Geschichte Wiki der Stadt Wien
3. ↑  Dokumentationsarchiv des Österreichischen Widerstands: Kurzbiografie Rudolf Masl, abgerufen am 9. Februar 2015
4. ↑  Nachkriegsjustiz, abgerufen am 10. Februar 2015
5. ↑  Maschlgasse im Wien Geschichte Wiki der Stadt Wien

| Personendaten    | Personendaten                                                                          |
| ---------------- | -------------------------------------------------------------------------------------- |
| NAME             | Masl, Rudolf                                                                           |
| ALTERNATIVNAMEN  | Maschl, Rudolf                                                                         |
| KURZBESCHREIBUNG | österreichischer Schlossergehilfe und Widerstandskämpfer gegen den Nationalsozialismus |
| GEBURTSDATUM     | 30. Mai 1920                                                                           |
| GEBURTSORT       | Wien                                                                                   |
| STERBEDATUM      | 27. August 1943                                                                        |
| STERBEORT        | Wien                                                                                   |